# Mipam Chökyi Wangpo
Mipham Chökyi Wangpo (1884-1930) was een Tibetaans tulku. Hij was de tiende gyalwang drugpa, de belangrijkste geestelijk leiders van de drugpa kagyütraditie in het Tibetaans boeddhisme.